# Gladiateur Borghèse
La statue du Gladiateur Borghèse est une sculpture hellénistique (l'époque hellénistique va de 323 av. J.-C. à 30 av. J.-C.). Conservé depuis le XVIIIe siècle dans la collection italienne portant son nom, le gladiateur représente en réalité un guerrier en action en train de combattre. On la reconnaît comme une sculpture dont l'auteur serait Agasias d'Éphèse, fils de Dôsithéos, grâce à une signature de l'artiste sur le tronc d'arbre. Elle se trouve de nos jours exposée dans la galerie Daru (salle 406) au musée du Louvre. Depuis sa redécouverte il y a près de quatre siècles, la silhouette élancée et dynamique du Gladiateur Borghèse n'a cessé d'occuper une place de choix dans les œuvres les plus importantes que nous a léguées l'Antiquité. 

## Découverte et notoriété de la statue
C'est durant la première décennie du XVIIe siècle que les vestiges de la statue ont été découverts à Nettuno, port situé au sud de Rome, au cours de recherches faites sous l'autorité du cardinal Scipion Borghèse sur le site de l'antique d'Antium ou l'on trouvait la villa antique de l'empereur Néron. Les fragments recueillis ont été probablement confiés à Nicolas Cordier, un sculpteur qui travaillait pour la famille Borghèse. Dès sa découverte, on nomme la statue gladiateur. Celle-ci reçoit pendant sa restauration, en 1611, un bras droit moderne, restitué dans le prolongement arrière de la silhouette, avec la main fermée sur la poignée d'une épée, ainsi qu'une nouvelle oreille droite et un nouveau sexe (quatorze morceaux principaux ont été découverts et assemblés). Elle va, par la suite, rejoindre le reste des collections du cardinal au sein du casino Borghèse (lieu où se situaient les diverses collections d’œuvres artistiques du cardinal) à Rome, à l'intérieur d'une salle qui lui sera particulièrement vouée. La sculpture devient une icône de l'art grec antique : « La statue la plus célèbre de tout ce que l'Antiquité a laissé » énonçait un spectateur au milieu du XVIIe siècle en admiration devant le gladiateur.
La statue devient célèbre dans toute l'Europe, entraînant de nombreuses copies et moulages. De ce fait, en 1630, le roi Jacques Ier d'Angleterre en obtient un moulage et fait réaliser une édition en bronze pour les jardins du palais Saint James. Au cours du XVIIIe siècle, la renommée de la statue ne faiblit pas, elle demeure pour les uns un gladiateur et pour les autres un pugiliste (sorte de boxeur), un discobole mais aussi une figuration de Léonidas (roi appartenant à la famille des Agiades de Sparte) ou d'Ajax (héros de la guerre de Troie). L'historien de l'art allemand Winckelmann est l'un des premiers à réfuter la statue comme la représentation d'un gladiateur puisque les Grecs ne connaissaient pas les spectacles de gladiateurs, il décrit l’œuvre comme un guerrier courageux.

## Le décret d'acquisition du 27 septembre 1807

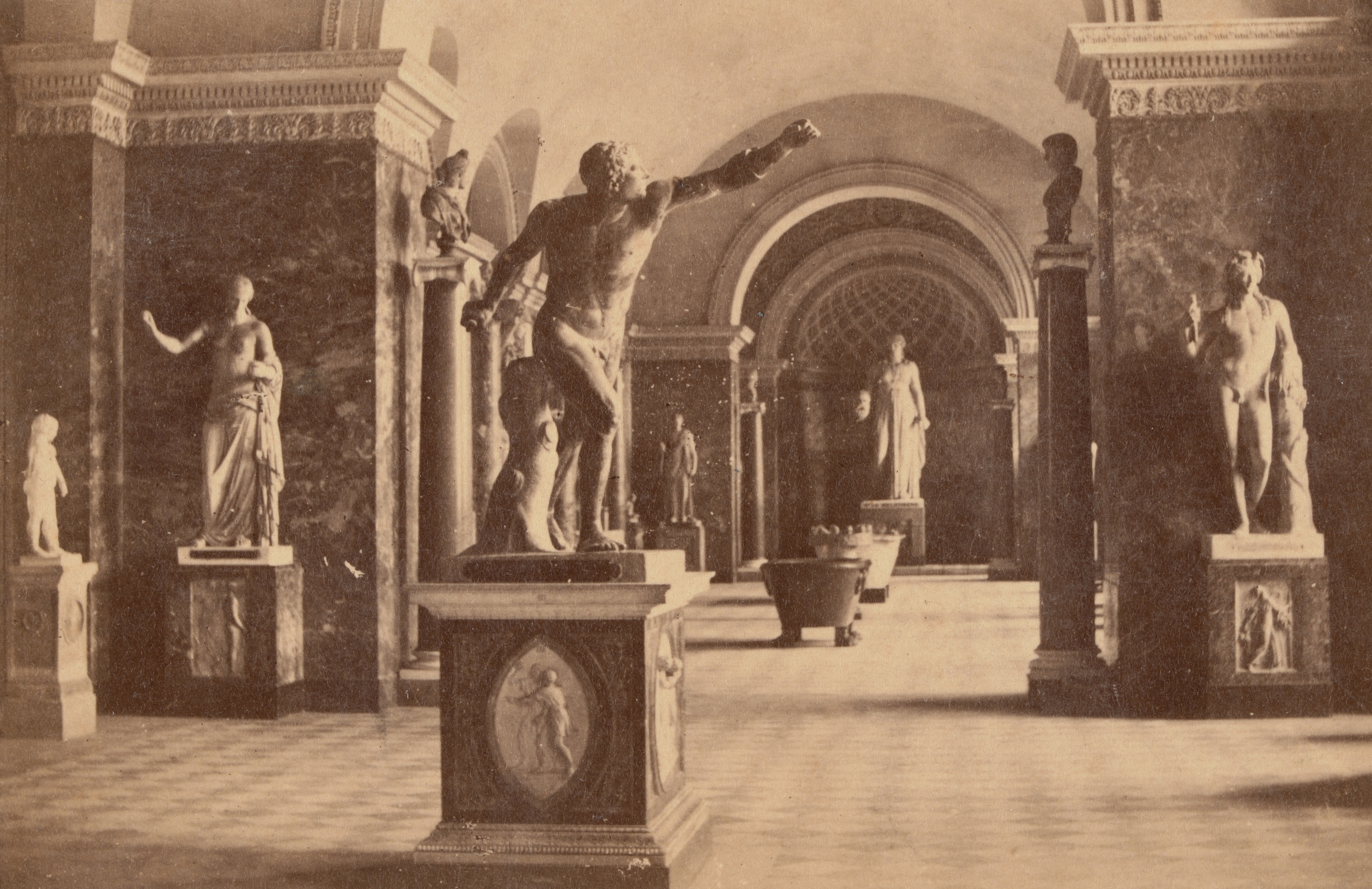
Le Gladiateur Borghèse au Louvre sous le Second Empire.

Une vingtaine d'années plus tard, en 1807, le prince Camille Borghèse est forcé de céder 695 chefs-d'œuvre antiques de sa collection à son beau-frère l'empereur Napoléon Ier par décret impérial du 27 septembre 1807. C'est Napoléon en personne qui eut, le premier, l'idée de ce projet dans le cadre de sa politique de prestige impérial. Le prince Borghèse fera la sourde oreille à ce décret durant seize mois, avant de s'y soumettre par la force des choses. Ainsi les chefs-d'œuvre exigés n'arriveront à Paris que progressivement, jusqu'à 1813, un an avant la chute de Napoléon à la suite de sa première abdication. Le montant de la collection avait été fixé, unilatéralement du côté français, notamment par Dominique-Vivant Denon, pour 5 000 000 F, le Gladiateur Borghèse valait, quant à lui seul, un quart du montant global, étant l'une des pièces les plus importantes du lot dont le transfert était exigé. Finalement, la collection est vendue pour un prix de 13 000 000 F, montant dont le prince Camille Borghèse, vu sa fortune personnelle et ses fonctions officielles, n'avait pas personnellement besoin. 
La statue est acheminée à Paris par la voie terrestre dans un char spécialement créé pour ne pas abîmer le Gladiateur. Cependant, le trajet use quand même la statue et celle-ci doit être remise en état par les restaurateurs du musée Napoléon. Elle est mise en valeur sous le titre « héros combattant » au centre d'une salle qui portera son nom, elle y restera jusqu'en 1922. Elle sera transférée par la suite dans la salle dite du « Mécène » ou des « Caryatides » située derrière la Vénus de Milo en faisant partie de l'une des dernières œuvres du circuit des marbres originaux grecs. La sculpture est de nos jours placée dans la galerie Daru, une salle du Louvre consacrée aux antiquités grecques et romaines.

## Description

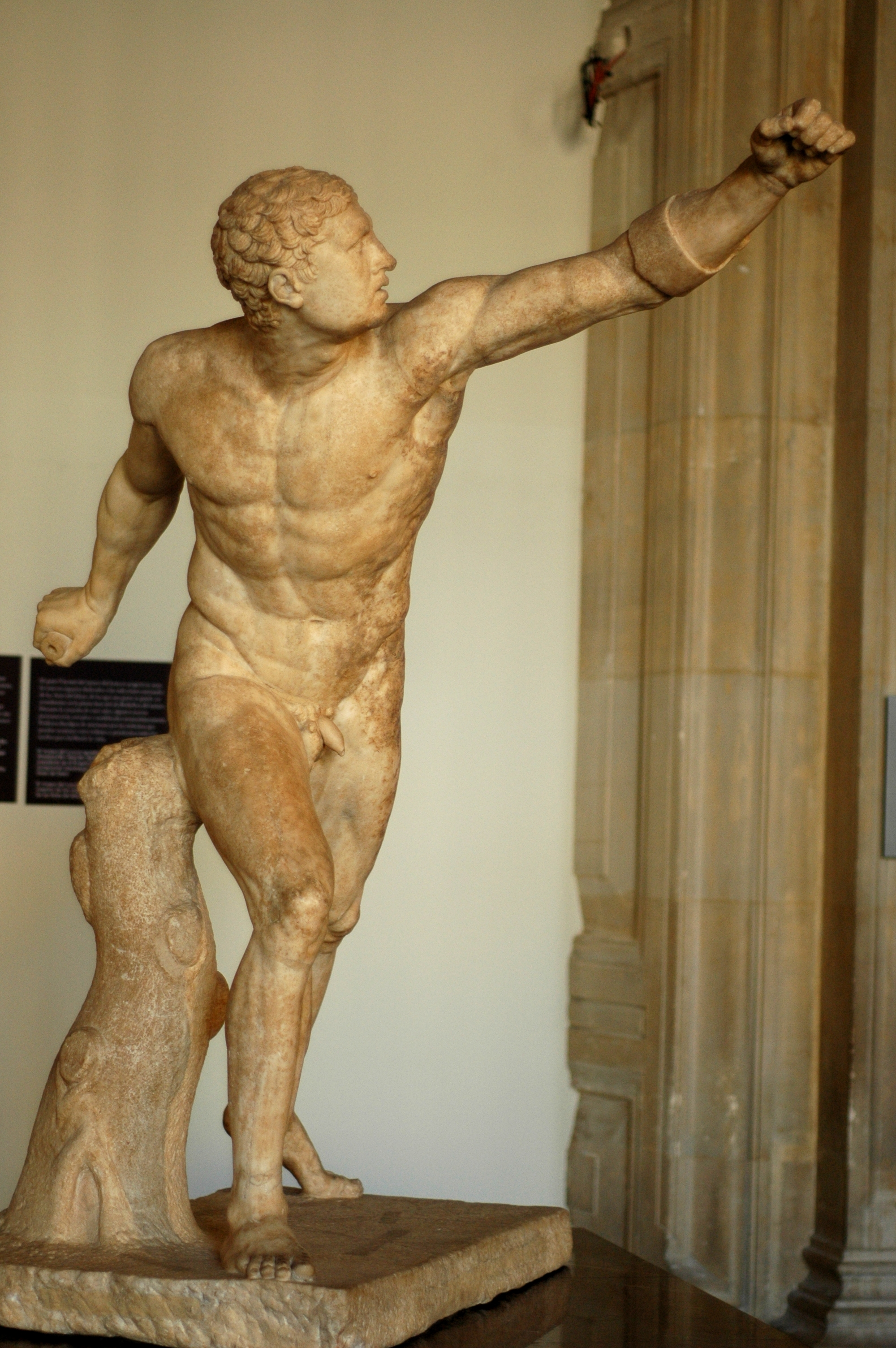
Vu sous un autre angle

La statue, sur sa plinthe antique de Pentélique, représente un guerrier nu, censé combattre un adversaire qui le dominait du côté gauche, sans doute à cheval : c'est de ce côté que le guerrier tourne la tête et qu'il se protégeait, en portant un bouclier en hauteur dont l'attache est sculptée à l'avant bras gauche ; du bras droit abaissé en arrière, il s'apprêtait à porter un coup d'épée. L'homme est plus grand que nature en effet il mesure 1,69 mètre du sommet de la tête à la plinthe. Le torse est fortement incliné vers l'avant, prolongeant la ligne de la jambe gauche tendue vers l'arrière, la jambe droite fléchit vers l'avant porte le poids du corps : elle est renforcée par un support en forme de tronc d'arbre. En l'état actuel de la statue, la tension extrême de l'attitude dans la vue latérale est encore amplifiée par l'absence du bouclier sur le bras gauche et par la restauration du bras droit complètement tendu alors qu'il pouvait aussi bien, à partir du coude, être plié pour porter l'épée plus horizontalement. En regardant de dos ce double pivotement du corps sur l’équilibre du bassin, nous découvrons tout le jeu de la musculature dorsale et des épaules, dont la contraction se retrouve dans celle des muscles fessiers, soutenant et déployant toute la force d’un corps d’homme. La main droite restaurée tient un tronçon d'épée. Le héros se fend dans un élan qui projette le buste vers l'avant, en un mouvement de défense et d'esquive. Protégé derrière son bouclier, il s'apprête à riposter, épée au poing, le visage violemment tourné en direction de son assaillant qui pouvait certainement être un cavalier.

Dessin de Nicolaas Cornelis de Gijselaar (1792-1873), avant la restauration du bras droit.

En ce qui concerne le marbre, la statue est recomposée de quatorze principaux morceaux : le torse avec la tête et la cuisse gauche, la plinthe en cinq morceaux, avec le support, le pied droit, les orteils et la base d'appui du pied gauche ; la cuisse droite ; le mollet droit ; le mollet gauche ; le pied gauche avec son appui, sans les orteils ; et le bras gauche en quatre morceaux. La statue a été restaurée à Rome en 1611, et le bras droit alors refait en marbre. L'oreille droite et le sexe ont également été refaits, quelques éclats aux orteils sont complétés.
La signature du sculpteur est gravée sur le tronc d'arbre : « Agias, fils de Dôsithéos, Éphésien, a fait ». On considère généralement qu'il s'agit de l'un de ces sculpteurs hellénistiques d'Asie Mineure qui travaillaient pour les Romains en copiant les grands groupes créés aux IIIe et IIe siècles av. J.-C., ou tout du moins en s'en inspirant fortement. 
L’artiste qui a su dégager cette œuvre de sa composition de marbre a donc sculpté un corps d’homme. En tournant autour de la statue, nous découvrons les magnifiques proportions de ce corps à la fois élancé et musclé. Quel que soit l’angle sous lequel nous l’observons, ce corps en mouvement nous présente la cohérence parfaite d’une même attitude correctement rendue sous tous ses aspects. Ainsi nous découvrons la tension des muscles de la cuisse droite qui porte tout le poids du corps sur l’aplomb de la jambe perpendiculaire au sol. Le buste est en légère torsion sur le bassin vers la droite du corps qui dégage dans ce pivotement le bras droit vers l’arrière. Le visage de cet athlète est tourné vers la gauche et regarde dans la direction du geste de son bras gauche. Sur ce dernier, nous apercevons la trace de la sangle d’attache d’un bouclier, brisé au cours des siècles, dont sa main droite tient encore la poignée sous le métal qui devait le protéger de l’assaut d’un adversaire.
Peu de temps et d’observation nous auront ainsi permis de comprendre que nous avons à faire non pas à un simple athlète, mais à un combattant.

## Analyse de l’œuvre

### Étude de la statue

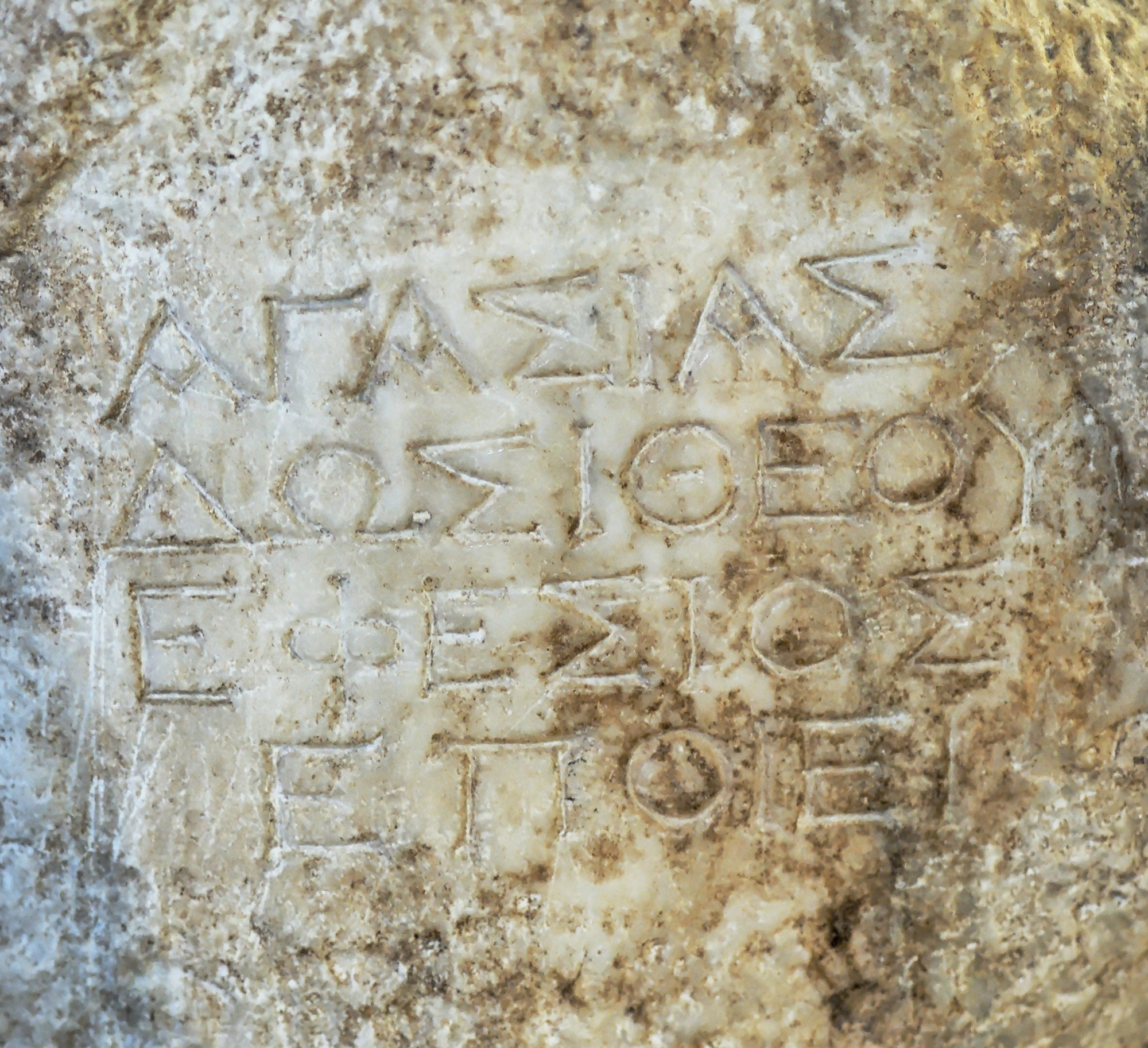
Signature de l'artiste

Nous venons de constater que c’est par la description fidèle de ce que nous remarquons que se dégage le discernement de la situation dans laquelle se trouve le personnage qui s’offre à nous. Le spectateur se trouve ici face à une statue qui l'incite à établir une compréhension du monde qui l’entoure. C'est une démarche qui, s’appuie sur l’observation du réel, et qui amène tous les spectateurs des œuvres à remarquer une observation objective du réel.  
Par sa signature sur le tronc d'arbre par Agasias (ou Agias) d'Éphèse, fils de Dosithéos (ΑΓΑΣΙΑΣ ΔΩΣΙΘΕΟΥ ΕΦΕΣΙΟΣ ΕΠΟΙΕΙ), l'œuvre a suscité bien des discussions quant à sa place au sein de l'art grec. Elle a été exécutée vers 100 av. J.-C. Cependant, la silhouette allongée du combattant, sa tête aux proportions volontairement réduites et la vigueur du modelé des muscles rappellent les recherches de Lysippe de Sicyone, grand bronzier du IVe siècle av. J.-C. Le Gladiateur pourrait ainsi être une copie hellénistique réalisée pour un commanditaire romain à partir d'un bronze créé par Lysippe ou par l'un de ses suiveurs à la fin de l'époque classique. La présence de l'arbre semble conforter cette idée : elle trahit probablement la nécessité de renforcer la stabilité d'une œuvre en bronze, conçue sans étai, puis transposée en marbre, un matériau plus fragile.

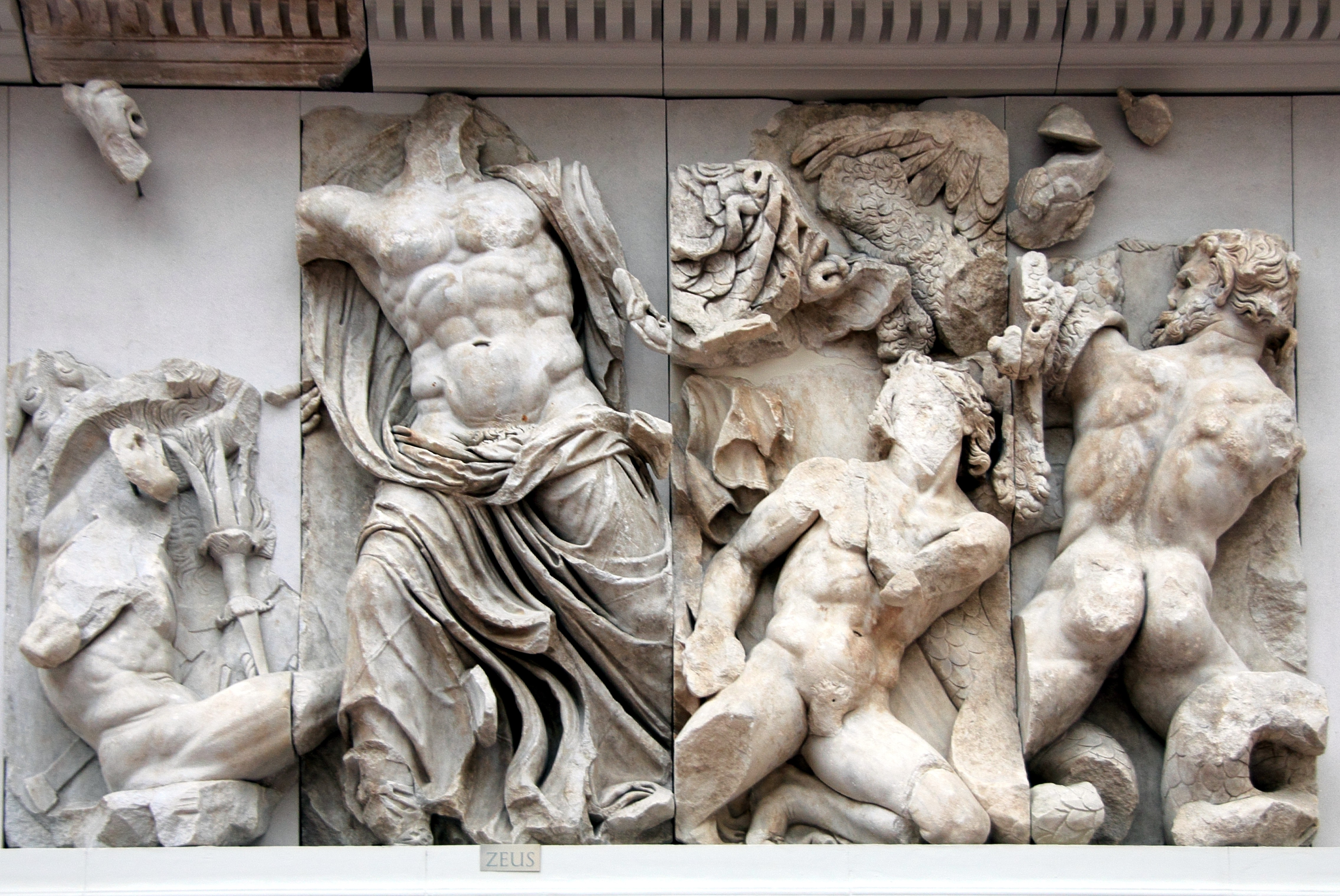
Zeus contre Porphyrion. Détail du grand autel de Pergame, conservé à Berlin.

Pourtant, plus qu'une reproduction fidèle d'un original perdu, la statue doit être interprétée comme une libre reprise du modèle classique, dans laquelle Agasias a introduit les innovations de son temps. Elle s'inscrit en effet dans les recherches esthétiques de la fin de la période hellénistique, en particulier dans la mouvance des créations baroques de Pergame. L'audace de la composition, qui ancre le guerrier dans un espace tridimensionnel et invite le spectateur à apprécier la statue de tous côtés, est une marque de l'art hellénistique. Le rendu assez exagéré de la musculature et la violence du mouvement, construit sur une grande diagonale, rappellent les frises de l'Autel des dieux et des géants  érigé à Pergame au début du IIe siècle av. J.-C. Le traitement pathétique du visage accuse l'intensité de l'effort à fournir. Le rendu particulièrement précis de la musculature renvoie à l'école du baroque pergaménien, de même que la pose en diagonale rappelle certaines statues du groupe des Grands Gaulois dédiés par les  Attalides de Pergame. Sur la base notamment du tracé des lettres de la signature, on considère généralement que l'œuvre a été réalisée entre 130 et 90 av. J.-C.
Le sculpteur du Gladiateur Borghèse appartenait probablement à une école de sculpteurs produisant des copies ou des variantes d'œuvres hellénistiques célèbres.

### Questionnement proposé par la statue
On peut se demander pourquoi les Grecs se représentaient nus. C'est d'abord pour évoquer la pratique sportive que l'art grec a représenté l'homme nu. Les Grecs ne se promenaient pas nus dans leur cité : il faisait bien trop froid la majorité de l'année. Les représentations du citoyen, les portraits de lettrés ou de bienfaiteurs montrent des hommes drapés. Pourtant, l'idéal sportif imposa également une forme de nudité héroïque : les dieux et les héros sont souvent représentés nus, aussi bien que les mortels que l'on souhaite distinguer. La nudité évoque donc tout d'abord la renommée des concours athlétiques. Un vainqueur était en effet célébré par sa cité d'origine par l'érection d'une statue. L'énigme demeure pour autant entière : pourquoi les Grecs pratiquaient-ils certaines épreuves sportives nus ? C'était si peu évident qu'ils ont cherché eux-mêmes une explication. On racontait l'histoire d'un coureur qui, aux Jeux Olympiques, aurait trébuché en perdant son vêtement. Depuis lors, la nudité aurait été imposée pour certaines compétitions.
De plus le Gladiateur Borghèse s'inscrit dans une évolution, une variation de la représentation du nu masculin durant le cours du temps. La dédicace de statues des athlètes vainqueurs explique l'attention particulière portée à la représentation du mouvement. Ce n'est pas tant les traits du vainqueur, mais le geste et l'attitude caractéristique de l'épreuve qui sont observés et représentés. On a là l'une des clefs de l'explication de l'évolution de la sculpture grecque. Les premiers kouros de l'époque archaïque sont de jeunes athlètes héroïsés figés dans l'attitude en marche apparente, la jambe gauche en avant, les bras le long du corps en position empruntée à l'art égyptien, mais libéré du pilier dorsal. L'art grec classique invente un système de proportion géométriques et de réponses subtiles qui font l'objet de savants traités comme le « canon » de Polyclète. Enfin l'époque hellénistique a exploré les tensions et les déformations musculaires les plus extrêmes comme le guerrier combattant; profitant à l'évidence de la connaissance de l'anatomie fournie par les dissections attestées dans la médecine de ce temps.
On peut donc dire que la statue qui représente un homme nu combattant, possède un rendu très poussé de l'anatomie du corps qui la renvoie à la tradition des ateliers pargamémien[Quoi ?], mais la tête de petite proportion et aux traits ramassés, sur un cou long et flexible, dérive directement des modèles lysippiques.

## La restauration de la statue

### L'étude préliminaire de la restauration
L'état du Gladiateur demandait des soins de conservation et de restauration afin d'apprécier au mieux l’œuvre d'art. On a tout d'abord procédé a l'établissement du diagnostic en ce qui concerne la sculpture, en effet malgré son glorieux passé le Gladiateur et son histoire matérielle demeuraient mal connus. On a débuté par une étude approfondie au cours de laquelle on a examiné le marbre à l’œil nu puis au microscope tout en vérifiant les sources littéraires qui pouvaient contenir des informations essentielles. Les spécialistes ont pu tirer des enseignements, il y a une restauration de façon exceptionnellement modérée au XVIIe siècle avec un nettoyage pas totalement bien effectué.

#### L'étude de la sculpture
Cassée en plusieurs morceaux (dix–sept fragments) la statue a été recomposée en 1611 selon la technique habituelle pour l'époque, c'est-à-dire au moyen de goujons métalliques insérés en renforts internes dans le marbre. Ensuite, deux imposantes agrafes ont été posées en renfort externe de l'assemblage entre la fesse et la cuisse droite. Cependant il faut prendre en considération le fait que l'état de la sculpture s'est affaibli durant le temps du fait des manipulations et des différents voyages de la statue. Ainsi, l'assemblage du coude gauche était devenu non stable tandis qu'au niveau de la cheville droite le marbre montrait des fissures et diverses éclats assez préoccupants. Il était donc nécessaire d'intervenir pour préserver la statue. On a donc effectué un sondage du « squelette» du gladiateur. L'ensemble de la statue a été radiographié au moyen d'une source de rayons gamma. Cet examen a mis en évidence la présence d'un imposant arsenal de métal au sein du marbre, comme cette longue barre de fer scellée au plomb qui relie le bras droit moderne au torse.

#### L'identification du marbre
Il était important de connaître au maximum la matière avant de la traiter. Au cours du temps, on se demandait quel marbre le sculpteur Agasias avait choisi. Les érudits des siècles passés proposaient de manière empirique d'y voir un marbre grec sans plus de précision. Mais la science moderne permet de progresser dans les discussions en mettant en parallèle des recherches selon plusieurs méthodes d'analyses. Celles–ci ont indiqué qu'il s'agissait d'un marbre extrait des meilleures carrières du Pentélique (près d'Athènes). Agasias a réalisé un chef-d’œuvre en dégageant, tout d'une pièce la forme du Gladiateur d'un monolithe qui devait à l'origine peser environ onze tonnes.

#### L'étude de la surface
Avant l'intervention, la surface possédait une coloration brun-jaune très prononcée, fortement encrassée dans les parties basses de la statue et irrégulièrement tachée comme sur la poitrine et au revers du mollet droit. Pour mieux comprendre ces phénomènes on a analysé les couches de surface par spectrophotométrie infrarouge et photographié la statue en fluorescence d'ultraviolet. On a donc pu percevoir l'hétérogénéité des états de surface où on trouvait selon les zones :
- la patine blonde naturelle du marbre Pentélique ;
- les dépôts terreux et imprégnations colorées dus à un millénaire d'enfouissement ;
- les matériaux modernes utilisés pour combler les cassures et petites lacunes ;
- des matériaux de patine artificielle comme la gomme arabique ;
- des couches de cires d'abeille qui servaient comme adhésif ou liant.

Des rehauts de peinture qui pouvaient décorer la statue à l'origine, rien n'a persisté. Quant aux traces d'éventuels traitements de ganôsis (application de cire et d'huile) on ne peut ni les isoler ni les dissocier des couches de cires qui datent de l'époque Borghèse.
Enfin les abondantes opérations de moulage établies sur le Gladiateur en Italie puis en France ont laissé des traces bien identifiables sur le marbre.

### La restauration
Tout d'abord il est primordial de comprendre que la restauration est mise en œuvre dans une démarche qui entend respecter l'antique et respecter le goût pour l'antique. 

#### Une dérestauration très partielle
Certains collages et bouchages anciens étaient cependant trop dégradés pour être conservés tels quels, il fallait donc les remplacer par des matériaux modernes, propres et sains. La première phase du traitement consista à dégager progressivement au scalpel, les cassures des jambes et des bras et les bords de la plinthe. On démonta aussi de manière temporaire le sexe et les mèches de cheveux fracturées sur le côté droit de la tête, autrefois collées avec de la colophane (résidu solide récolté sur les arbres)

#### Un nettoyage modéré
Dans le traitement de la surface les spécialistes ont adopté une démarche modérée et qui respecte le passé. L'objectif était d'améliorer l'état antique affaibli par les phénomènes vus précédemment. Le nettoyage a donc consisté à alléger les couches de surface encrassées et oxydées, puis atténuer les taches ponctuelles brun-roux qui morcelaient les formes de façon désagréable. Le traitement a été réalisé en trois étapes :
- une application à l'éponge et à la brosse douce d'eau additionné d'un peu de tensio-actif neutre ;
- une autre application de trichloroéthane par compresses et léger brossage ;
- un dégagement très ponctuel des taches à l'aide d'un appareil à ultrasons.

#### Consolidation de la structure et réintégration
Les assemblages de la cheville droite et du coude gauche ont été consolidés par injection de résines acrylique et époxydique. Les cassures, les cavités de scellement et les lacunes sur les bords de la plinthe ont été comblées à nouveau avec un mélange de résine acrylique et de poudre de marbre.
Pour conclure, la restauration du Gladiateur Borghèse est donc aujourd'hui achevée, et sa grande silhouette remise en évidence prendra place désormais au sein de la galerie Daru, parmi les sarcophages et les statues que mainte illustres collections ont auparavant abrités, avant leur arrivée au Louvre. La restauration de son état et sa nouvelle place à l'intérieur du musée qu'il honore de sa présence depuis près de deux siècles vont lui offrir la chance d'être admiré de tous les spectateurs.

## Copies dans le monde
Au XIXe et au début du XXe siècle, les moulages de la statue étaient très populaires, dans des tailles adaptées aux salons.
La statue se caractérise par une excellente conception anatomique et est souvent utilisée comme modèle pour les études anatomiques.

### En France

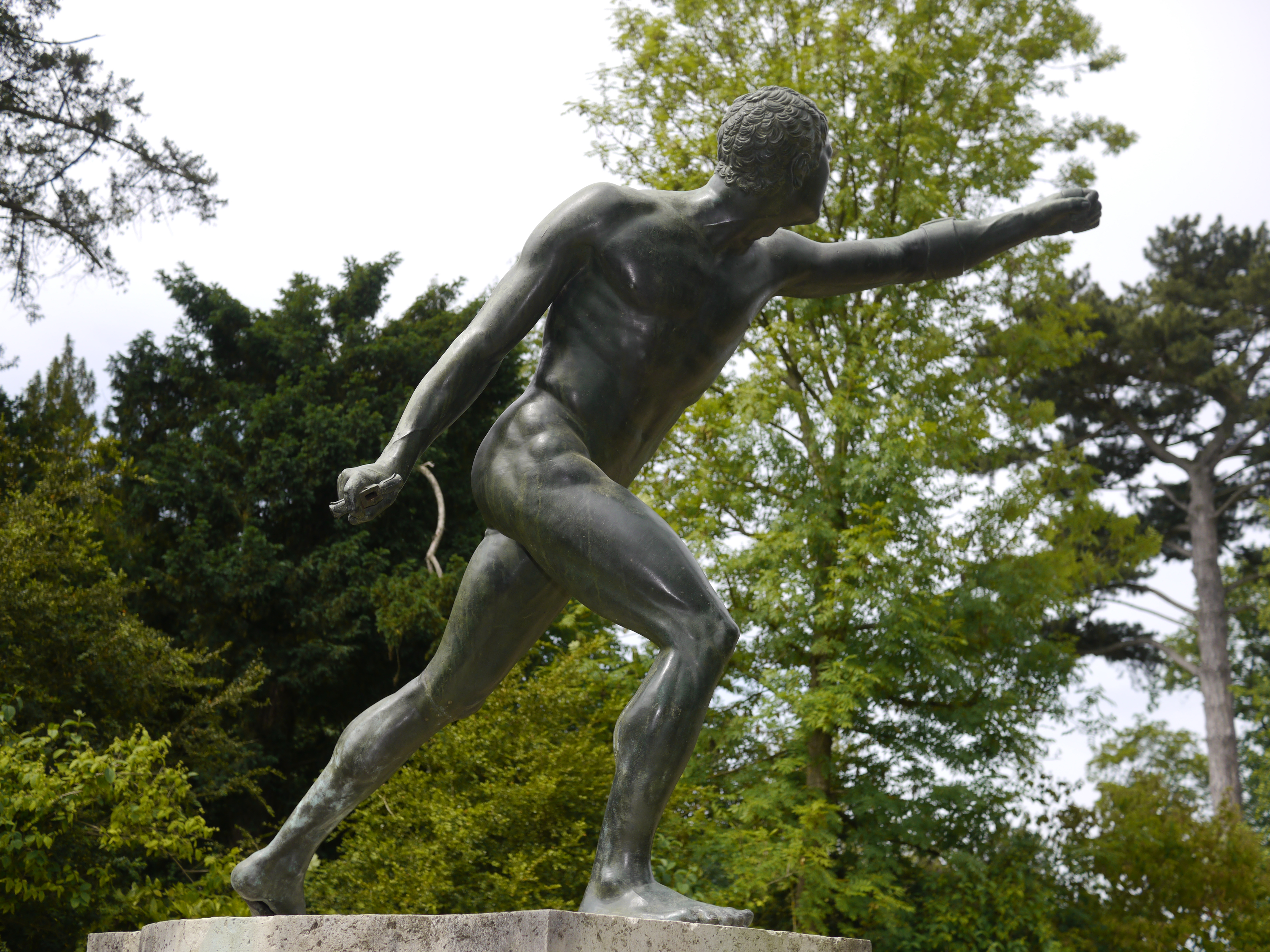
Copie en bronze du Gladiateur Borghèse. Bosquet de la Reine, parc de Versailles, France.

- Dans les jardins du château de Versailles se trouve une copie en bronze du Gladiateur Borghèse. Elle est présente de façon certaine depuis 1850 dans le bosquet de la Reine[2]. De provenance inconnue, la statue fut expédiée à Rambouillet au plus tard en février 1808 sur décision de François Lauzan[3]. Elle est ensuite replacée en 1831 à Versailles et mis en magasin[3]. Une photographie de la fin du XIXe siècle atteste la présence d'un glaive tenu de la main droite[3]. La jambe gauche a été cassée lors de la tempête du 26 décembre 1999[3].
- Une copie figure dans les jardins du château de Fontainebleau et dans le parc de Sceaux.

### Ailleurs en Europe

Paire de copies du Gladiateur Borghèse, portail sud du château de Charlottenbourg, Allemagne.

- Dans les jardins Mirabell de la ville de Salzbourg se trouvent deux répliques du Gladiateur Borghèse.  Elles datent de la fin du XVIIe siècle ;
- Dans le parc du château Leopoldskron ;
- Une réplique en bronze grandeur nature a été faite pour Charles Ier d’Angleterre et se trouve maintenant au château de Windsor ; une autre copie par Hubert Le Sueur était la pièce maîtresse du parterre d’Isaac de Cau à Wilton House, maintenant Houghton House, Norfolk ;
- Refontes à Petworth House et dans la « cour verte » à Knole, dans le parc du palais de Lützschena ;
- Dans la cage d’escalier de l’annexe Goethe de la bibliothèque de la duchesse Anna Amalia ;

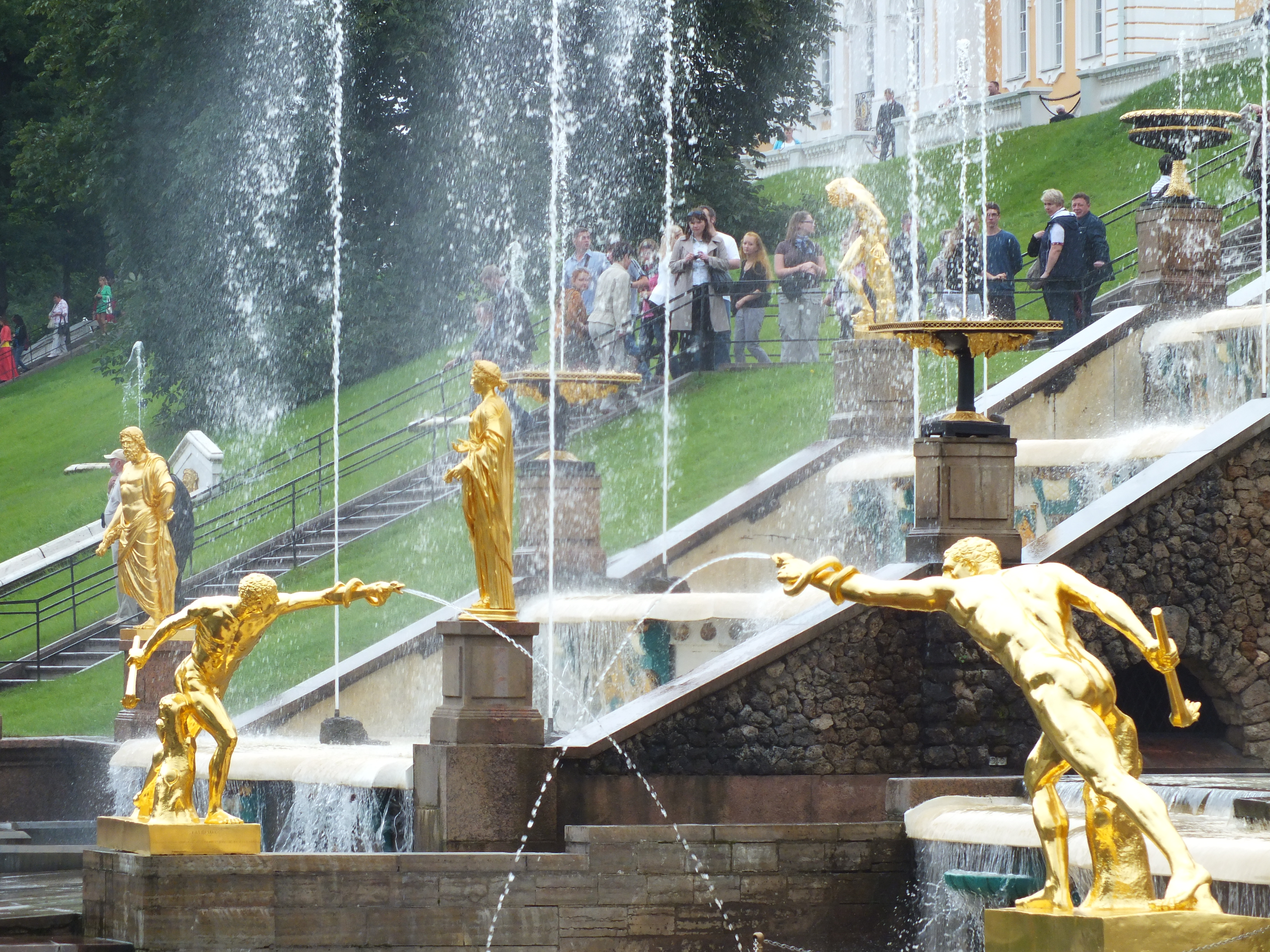
Paire de copies du Gladiateur Borghèse. Grande cascade des jardins de Peterhof, Russie.

- Depuis 1848, deux copies en zinc[4] figurent sur les maisons de garde de l’Ehrenhof du château de Charlottenburg à Berlin, à l’époque avec des feuilles de figuier devant les organes génitaux. Quand ceux-ci sont tombés, des épées et des boucliers ont été ajoutées aux statues ;
- À Saint-Pétersbourg, dans le palais de Peterhof, au pied de la grande cascade, se trouvent deux statues en bronze doré du Gladiateur Borghèse, du bras gauche duquel une fontaine d’eau est jetée vers l’autre.

### Dans le reste du monde

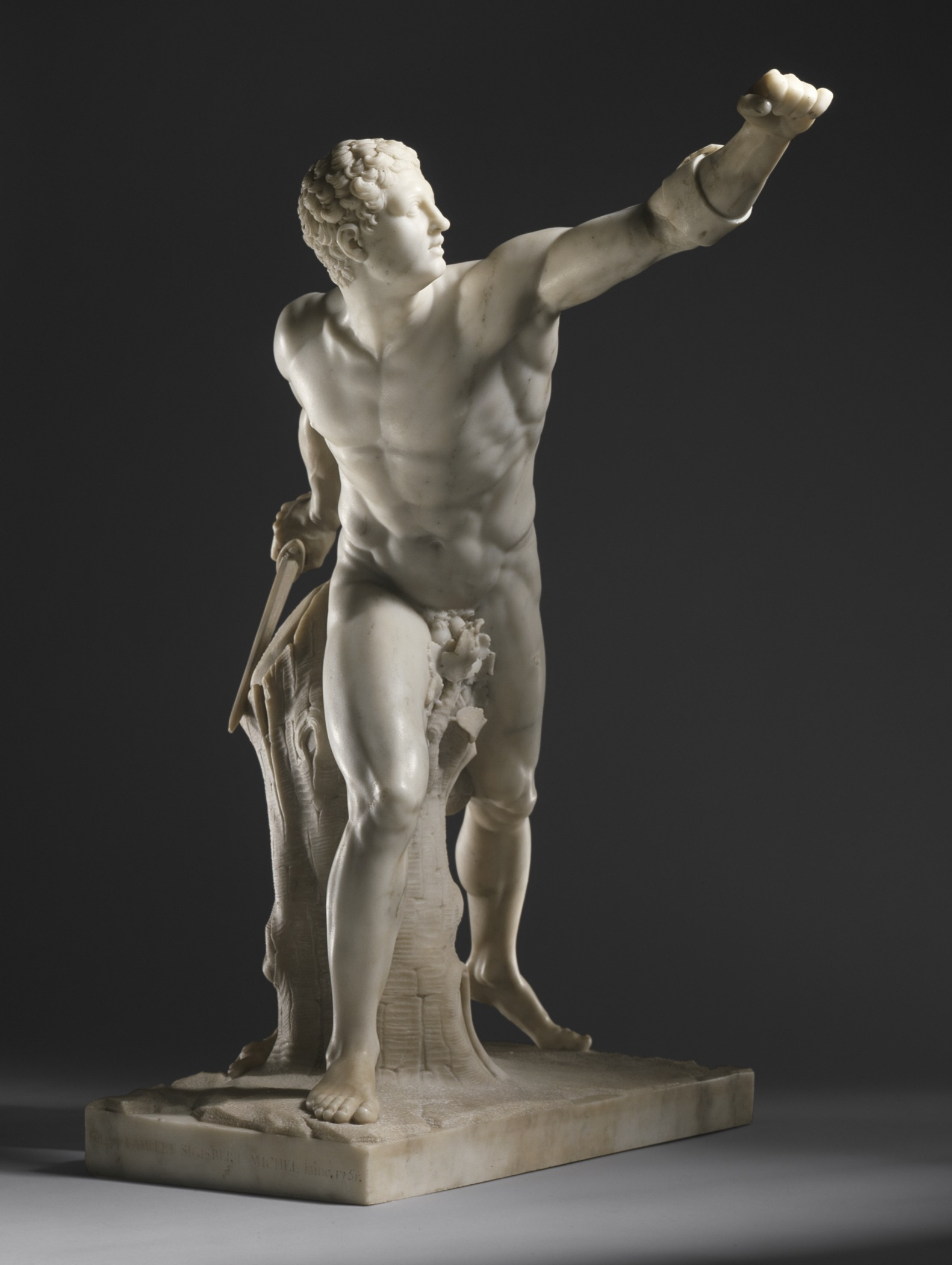
Copie en marbre du Gladiateur Borghèse par Sigisbert-Martial Michel (Lambert-Sigisbert Michel), XVIIIe siècle, conservée au LACMA, Los Angeles, États-Unis.

Le LACMA de Los Angeles conserve une copie en marbre du Gladiateur Borghèse sculptée par Sigisbert François Michel. Elle mesure 56,51 cm, de haut 45,72 cm de large et 39,68 cm de profondeur : c'est un modèle réduit ; elle date de 1751. Elle est entrée dans les collections du musée en 2002.

## La statue dans les autres arts et en littérature
- Dans le roman d’artiste de Gottfried Keller Der grüne Heinrich (Le Henri vert), un chapitre est consacré au Gladiateur Borghèse ;
- Dans la peinture de genre Studio Scene du peintre Johann Peter Hasenclever, un moulage de cette figure est montré ;
- En 1790, Beaumarchais commande à Hubert Robert des tableaux destinés à décorer le salon de son hôtel particulier, situé près de la place de la Bastille[5]. Hubert Robert crée rapidement huit panneaux représentant les plus célèbres statues antiques découvertes en Italie. Il les figure à côté de ruines antiques et des monuments : ainsi, le Gladiateur Borghèse figure devant le Colisée de Rome[5]. Acquis par la Ville de Paris en 1818, l’hôtel de Beaumarchais est finalement rasé pour aménager le canal Saint-Martin[5]. Les panneaux d'Hubert Robert sont récupérés et exposés à l’Hôtel de Ville.